# Ca n'Aubareda (Sant Martí de Tous)
Ca n'Aubareda és una masia del municipi de Sant Martí de Tous (Anoia) protegida com a bé cultural d'interès local.

## Descripció
Estructura de la típica masia catalana: planta rectangular, sostre a doble vessant de teules, parets de parets. Dues plantes i golfes a part de totes les dependències per al bestià.